# Shakuntala Devi
Shakuntala Devi (Bangalore, 4 november 1929 - 21 april 2013) was een Indiaas schrijfster en rekenwonder, die bekendstond als the human computer. Hoewel Devi geen noemenswaardige opleiding had genoten, toonde ze reeds op jonge leeftijd aan over buitengewone rekengaven te beschikken. Haar vader, een trapezeacrobaat in een circus, organiseerde road shows waar Shakuntala haar rekenkunsten toonde. Hierbij verdiende zij meer dan de rest van het gezin.
In 1977 versloeg ze een computer bij het berekenen van de 23e-machtswortel van een getal van 201 cijfers. Devi deed dit in 50 seconden, terwijl de computer er destijds 62 seconden over deed. In 1980 kwam ze in het Guinness Book of Records, door twee getallen van 13 cijfers met elkaar te vermenigvuldigen binnen 28 seconden. In die 28 seconden noemde ze ook de cijfers van het antwoord op.
In 1988 bezocht Devi de Verenigde Staten, waar psycholoog Arthur Jensen haar aan een aantal onderzoeken onderwierp. Zijn conclusie was dat Devi grote getallen anders waarneemt dan andere mensen. Maar waar sommige rekenwonders als autist bekendstaan, was Devi volgens Jensen juist een extravert persoon.
Devi was ook astroloog, kookboekauteur en schrijfster van romans.